# Вержани
Вержа̀ни или Вержѐни (или Верзя̀ни, Верза̀ни, на гръцки: Ψυχικό, Психико, катаревуса: Ψυχικόν, Психикон, до 1927 Βερζιανή, Верзяни или Βεργιανή, Веряни) е село в Гърция, част от дем Довища, област Централна Македония.

## География
Селото е разположено на 13 километра югоизточно от град Сяр (Серес) в Сярското поле на брега на Бродската река.

## История

### Етимология
Според Йордан Заимов и Йордан Н. Иванов името е жителско име *Верзани от *бергъ (без метатеза) < старобългарското брѣгъ с българско б > гръцко β на гръцка почва (сравнимо е Валовища). В облика Верзани има ж > з на гръцка почва. Сравнимо е Брежани.

### В Османската империя
През XIX век Вержани е село, числящо се към Сярската кааза на Отоманската империя. В „Етнография на вилаетите Адрианопол, Монастир и Салоника“, отразяваща статистика от 1873 година, Вирчанли (Virtchanli) има 50 домакинства със 160 жители българи.
Според статистиката на Васил Кънчов („Македония. Етнография и статистика“) от 1900 година Виржиния брои 300 жители българи. По данни на секретаря на Българската екзархия Димитър Мишев („La Macédoine et sa Population Chrétienne“) в 1905 година християнското население на Верджени (Verdjeni) се състои от 400 жители българи.
Селяните от Виржиния се оплакват до европейските консули и властите осъждат кмета на селото.
В доклад от 20 януари 1910 година училищният инспектор на Българската екзархия в Сяр пише:
| „ | Вержани е също чифлик с 35 къщи, повечето цигански. Църквата е извън селото. Училището е настанено в две стаи. Учител е С. Стоянов, който временно затваря училището... Учениците са само 12, от тях 5 са момчета и 7 - момичета. | “ |

### В Гърция
През Балканската война селото е завзето от части на българската армия, но остава в Гърция след Междусъюзническата война. В селото са заселени гърци бежанци и според преброяването от 1928 година Верзяни е смесено местно-бежанско село със 134 бежански семейства и 530 души бежанци. В 1927 година селото е прекръстено на Психикон.
| Име        | Име        | Ново име    | Ново име     | Описание                                   |
| ---------- | ---------- | ----------- | ------------ | ------------------------------------------ |
| Орта Орман | Όρτά Όρμάν | Месео Дасос | Μεσαίο Δάσος | местност на ЮИ от Вержани и на З от Вернар |

## Личности
Родени във Вержани
- Йорданис Илиудис (р. 1961), гръцки спортист